# Pippax alboruber
Pippax alboruber är en insektsart som beskrevs av Alexander Fyodorovich Emeljanov 2008. Pippax alboruber ingår i släktet Pippax och familjen Dictyopharidae. Inga underarter finns listade i Catalogue of Life.